# Superorganisme
 Der er for få eller ingen kildehenvisninger i denne artikel, hvilket er et problem. Du kan hjælpe ved at angive troværdige kilder til de påstande, som fremføres i artiklen.

En superorganisme er en organisme der består af mange organismer, som for eksempel i myretuer eller bikuber, hvor samspillet mellem de enkelte organismer er så tæt, at den enkelte myre eller bi nærmest fungerer som en del af en større organisme.
| Biologi | Spire Denne artikel om biologi er en spire som bør udbygges. Du er velkommen til at hjælpe Wikipedia ved at udvide den. |